# Sopečný dóm

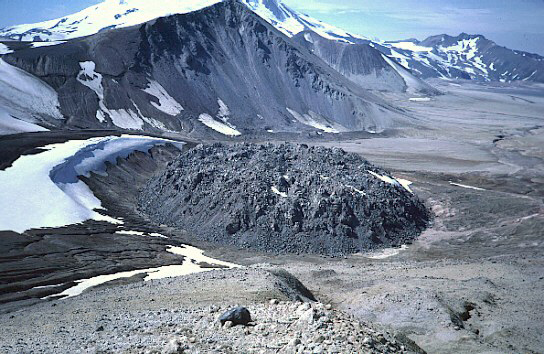
Novarupta, Národní park Katmai, Aljaška, Spojené státy americké.

Termínem sopečný dóm se ve vulkanologii označuje povrchový tvar či těleso, který svým vzhledem připomíná kupoli. Rozměry této kupole se liší podle množství vytlačené lávy, výška sopečného dómu je odvislá od viskozity magmatu, jež se dere pod tlakem na povrch.

## Synonyma
- lávový dóm
- kumulovulkán
- tholoid

## Popis
Ačkoli je výskyt felzické lávy obvykle spojen s pliniovským typem erupcí, někdy je vytlačováno na povrch poměrně studené a značně viskózní magma a vytváří se sopečné dómy.
Během erupce unikají z magmatu sopečné plyny, takže je magma nakonec zbaveno plynů, kterých je potřeba k udržení erupce.
Jak erupce slábne, toto plynů zbavené magma vystoupá centrálním jícnem, kde na vrcholu v kráteru vytvoří zátku z viskózní lávy. Proces je stejný jako při pomalém vytlačování zubní pasty z tuby. 
Ve vzácných případech mohou sopečné dómy vyrazit samostatně na zlomech a poruchách mimo centrální jícen. Několik takových dómů je v sopečném řetězci Mono Lake-Inyo Crater na východě Kalifornie, v tomto řetězci vznikly za posledních 700 let čtyři sopečné dómy.
Morfologie sopečných dómů je proměnlivá. Jsou typicky silné a strmé, ale jejich tvar může být proměnlivý od kruhového, nízkého dómu – „tortas“ – až po válcovité ostny s prudkými svahy – „peléský dóm“.
Některé typy přecházejí do lávových proudů a někdy jsou označovány jako „dome flows“ či „coulées“. Sopečné dómy jsou složeny ze širokého spektra hornin od bazaltických andezitů po ryolity, ačkoli nejčastěji jsou tvořeny na krystaly bohatými dacity. Některé sopečné dómy jsou tvořeny obsidiánem – „sopečné sklo“, který vzniká, když magma chladne rychleji než stačí jednotlivé minerály vykrystalizovat z taveniny.
Po explozívních erupčních epizodách může pomalu vystupující láva narůstat do tvaru dómu několik měsíců či let. Nejdelší případ narůstání dómu na Zemi je znám z Guatemaly, jedná se o Santiaguito dome. Viskózní láva začala vytékat v roce 1922 a vzniklý dóm stále roste (2005). 
Pomalý růst zralého sopečného dómu probíhá všeobecně bez explozí. Nicméně mladé sopečné dómy vznikající z magmatu, které ještě není zbaveno plynů, mohou někdy explodovat.
Opakované exploze a gravitační zhroucení této vazké hmoty může občas způsobit smrtící pyroklastická oblaka. Tyto přívaly úlomků žhavé lávy a jedovatých plynů během lidské historie zabily tisíce lidí.